# Little Torrington
Little Torrington – wieś i civil parish w Anglii, w Devon, w dystrykcie Torridge. W 2011 civil parish liczyła 376 mieszkańców. Little Torrington jest wspomniana w Domesday Book (1086) jako Torintone/Toritone/Toritona.